# Gustaf Nyholm
Gustaf Nyholm, född 27 januari 1880 i Stockholm, död 12 september 1957 i Stockholm, var en svensk schackspelare. Han var den förste svenske mästaren i schack (1917–1921 och 1922–1924), och nordisk mästare 1917.
Gustaf  Nyholm 1880-1957 svensk schackspelare 

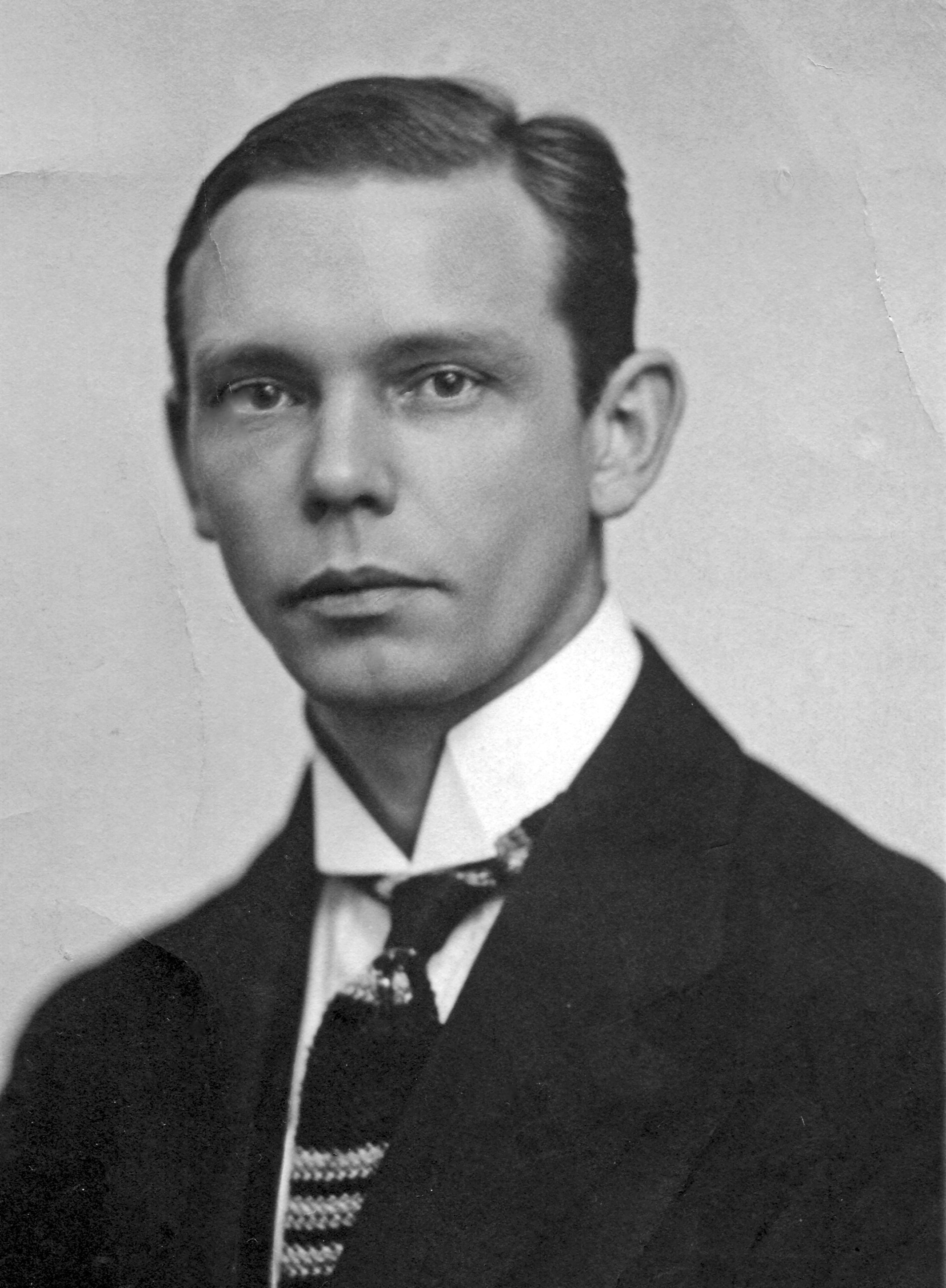
Gustaf Nyholm som ung

Carl Gustaf Nyholm, son till bokbindarmästare Otto Nyholm och Maria Charlotta f. Lindberg, föddes i Stockholm 27 januari 1880. Efter ett par år flyttar familjen till Helsingfors 1886 där fadern startar ett bokbinderi. Gustaf utbildas i faderns yrke och får gesällbrev 1898.
Gustaf har även ett stort sportintresse., är  duktig gymnast, cyklist, skridskoåkare men ohälsa sätter stopp. Han kommer  i stället att tidigt ägna sig åt schack. År 1899 flyttar han tillbaka till Stockholm för att göra militärtjänst. Han bor nu hos släktingar på Observatoriegatan och är med och grundar Stockholms Allmänna Schackklubb 1902. Under sex månader 1903-1904 vistas han i Berlin där han dels får praktisera i ett bokbinderi men även utveckla sitt schackspel. Vistelsen bekostades delvis av den ledande schackspelaren Ludvig Collijn men även Kommerskollegium hade bidragit med 400:-. 
Stockholms Schackförbund bildades 1911 och Gustaf blev som väntat dess förste mästare. Likadant när Sveriges Schackförbund bildades 1917. Gustaf var Sverigemästare 1917-1924. Han ställde även upp och spelade med finansmannen Ernest Thiel som var en passionerad schackspelare. Gustaf var även flitig deltagare i de nordiska kongresserna. I Oslo 1917 gick det som bäst: Nordiska mästartiteln var hans. Han deltog även i det svenska laget i Schackolympiaden i London 1927. Laget kom på 11 plats.
Gustaf skrev också under många år ca 1910-1939 schackspalten i Svenska Dagbladet. Under perioder 1916-1929 var han redaktör för Tidning för schack och spelade även regelbundet korrespondensschack i Dagens Nyheter. I Kgl Bibliotekets arkiv finns över 250 artiklar om Gustaf eller skrivna av honom. 
År 1907 gifter sig Gustaf med Anna Johansson och 1908 föds dottern Dagmar och 1914 sonen Erik. 1922 flyttar familjen till Göteborg till stor glädje för Göteborgs Schacksällskap. Gustaf blir Göteborgsmästare 1924. Några år senare återvänder man till Stockholm där Gustaf kommer att starta en herrekiperingsaffär på Norrtullsgatan 25.  Då han efter uppväxten i Helsingfors kan finska, får han många finsktalande till kunder. Affären avyttras 1955 då Gustaf är 75 år. Därefter blir han engagerad av Skansen att demonstrera hur det gick till i ett gammalt bokbinderi. 
1941 fick Gustaf Collijnplaketten i guld ”för värdefulla insatser för främjandet av svenskt schackliv”.
Gustafs stora samling av schackskrifter och annan materiel har donerats till Schackets Kulturhistoriska Sällskap

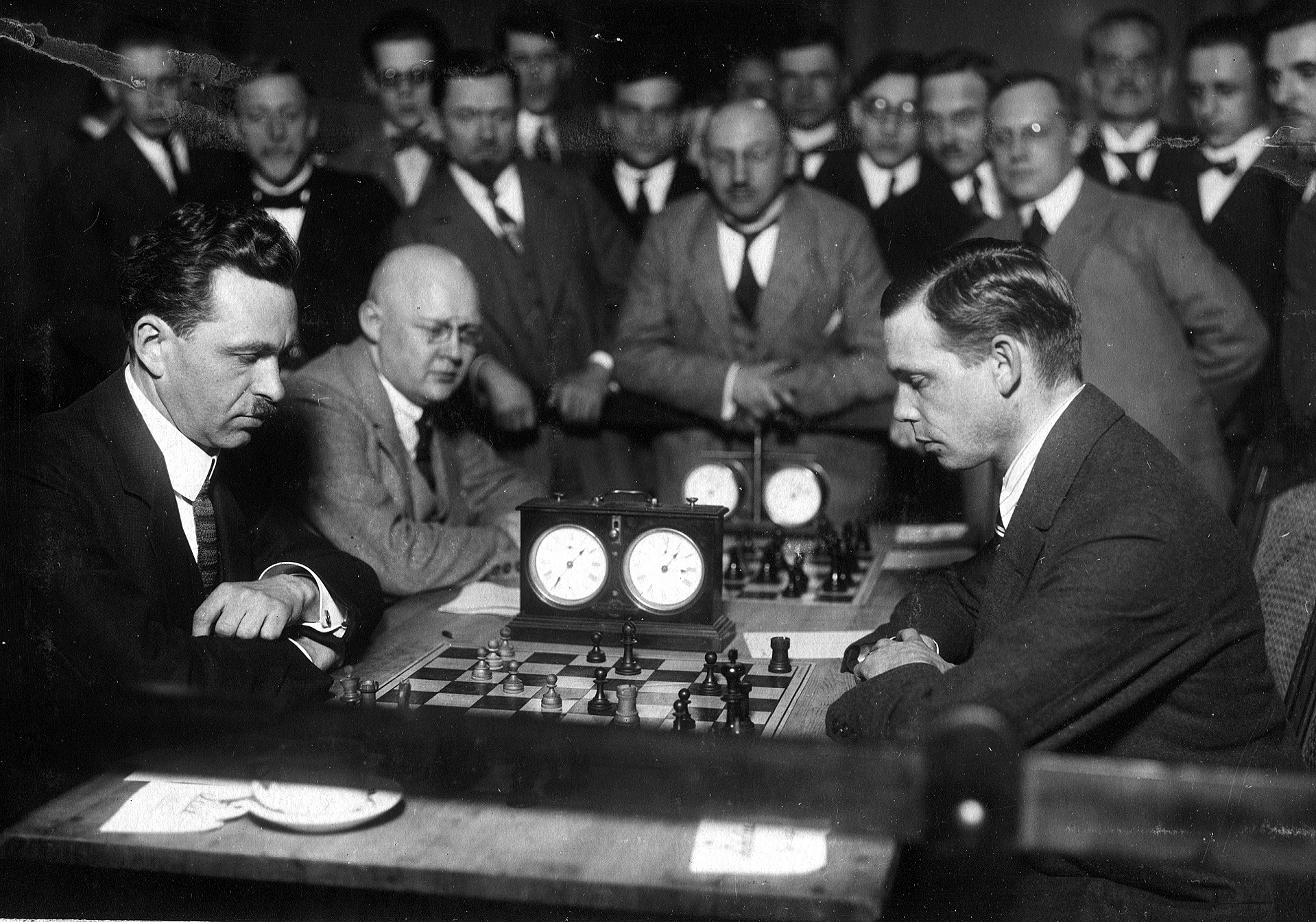
Schacklandskamp Sverige - Tyskland i Berlin bord 2

Gustaf avlider  12 september 1957 och hustrun Anna 3 juni 1960. De är begravda på Norra begravningsplatsen i Stockholm. 

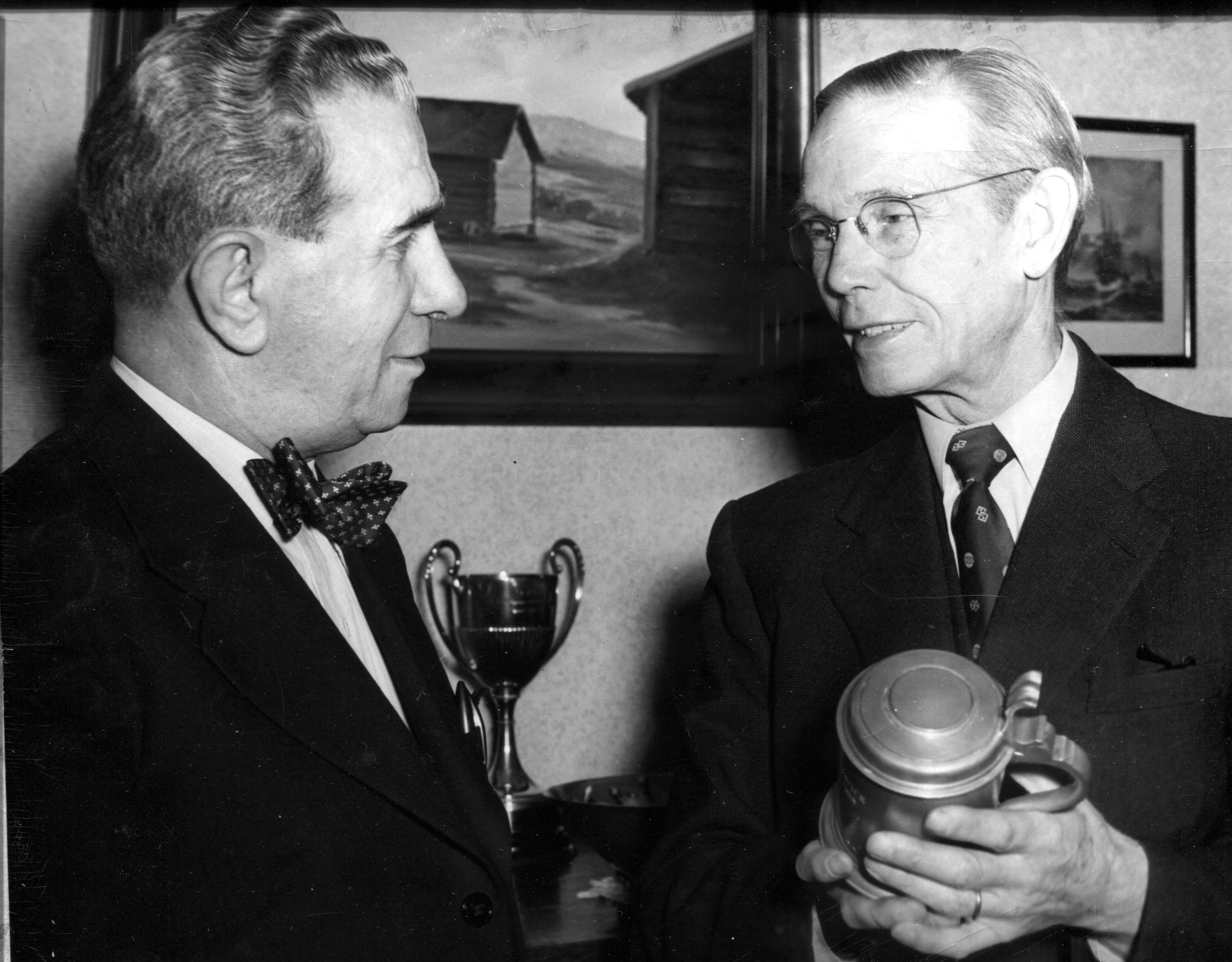
Gustaf uppvaktas av Sveriges Schackförbund på sin 70-årsdag 27 januari 1950

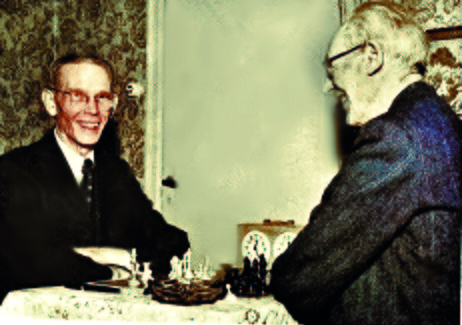
Gustaf deltog i turneringar hos Lidingö Schackklubb. Här en match 1955.